# Graniczna Placówka Kontrolna Lubycza
Graniczna Placówka Kontrolna Lubycza – zlikwidowany pododdział Wojsk Ochrony Pogranicza wykonujący kontrolę graniczną osób, towarów i środków transportu bezpośrednio przejściach granicznych na granicy z ZSRR.

## Formowanie i zmiany organizacyjne
W październiku 1945 Naczelny Dowódca WP nakazywał sformować na granicy państwowej 51 przejściowych punktów kontrolnych w tym na granicy polsko-radzieckiej, utworzono Przejściowy Punkt Kontrolny Lubycza (PPK Lubycza) – drogowy III kategorii o etacie nr 8/12  w strukturach 7. Oddziału Ochrony Ppgranicza w Lublinie. Obsada PPK miała składać się z 10 żołnierzy i 1 pracownika cywilnego. Przewidziany termin na 1 listopada 1945 nie został dotrzymany, dopiero do końca listopada 1945 zdołano go zorganizować o niepełnej obsadzie etatowej.
W 1947 przemianowano przejściowe punkty kontrolne (PPK) na graniczne placówki kontrolne (GPK).
W związku z kolejną reorganizacją Wojsk Ochrony Pogranicza w 1948 funkcjonowała już jako Graniczna Placówka Kontrolna Ochrony Pogranicza nr 31 Lubycza (GPK OP Lubycza) (kolejowo–drogowa) w strukturach 13. Brygady Ochrony Pogranicza w Chełmie.
Reorganizacja, jaką przechodziły Wojska Ochrony Pogranicza w czerwcu 1956, doprowadziły do likwidacji 23 Brygady i podległych jej pododdziałów w tym Graniczna Placówka Kontrolna Lubycza. W miejsce zniesionej jednostki utworzono dwie samodzielne: Grupę Manewrową Wojsk Ochrony Pogranicza Tomaszów (Chełm) Lubelski i Samodzielny Oddział Zwiadowczy WOP Chełm, a na bazie GPK Lubycza została utworzona Graniczna Placówka Kontrolna Hrebenne (GPK Hrebenne) – kolejowa z miejscem dyslokacji w Hrebennem.

## Ochrona granicy

### Podległe przejścia graniczne
Stan z 1 grudnia 1945
- Hrebenne-Rawa Ruska (drogowe).

Stan z 1948
- Hrebenne-Rawa Ruska (drogowe)
- Hrebenne-Rawa Ruska (kolejowe).